# اتحادیه بارادل
اتحادیه بارادل (به لاتین: Baradal Union) یک منطقهٔ مسکونی در بنگلادش است که در Assasuni Upazila واقع شده‌است.